# Olle Gunneriusson
Olle Gunneriusson (26 augustus 1924 – 26 november 1982) was een Zweeds biatleet. Gunneriusson nam deel aan het eerste wereldkampioenschap biatlon in 1958 en eindigde tweede op het enige individuele evenement, de 20 kilometer, na landgenoot Adolf Wiklund. Hij won echter wel het estafette-onderdeel met het Zweedse team.